# 三澤市
三澤市（日语：／ Misawa shi */?）是位於日本青森縣東部的城市。東邊面向太平洋，西邊則面向小川原湖。太平洋戰爭結束後，美軍在此建造三澤空軍基地，其周邊地區逐漸形成現今的市區樣貌。目前約8000多名駐日美軍與其眷屬居住在市內。當地的經濟相當依賴美國空軍及日本航空自衛隊三澤基地的軍人、眷屬與相關人員，因此市内以商業活動為主，不少店家的招牌和路上的指標為日語和英語並陳。
三澤市在對外通勤與就學方面與八戶市、六所村與奧入瀨町等地有著密切關聯，而當地也是日本名列前茅的薯蕷、牛蒡和大蒜產地。三澤市也是詩人寺山修司的故鄉，市內設有寺山修司紀念館。

## 地理
三澤市地處在屬於海岸階地，由3個小階地形成的的三澤台地上。西部為姉沼低地，北部的佛沼於2005年11月登記為拉姆薩公約的重要濕地。高瀨川、古間木川、姉沼川、三澤川等河流經市內，其中位於太平洋沿岸的三川目川、四川目川等河流經台地並形成河谷。

### 氣候
三澤市春季至夏季受到挾帶涼冷空氣的東北風吹拂，因此沿海地區經常被濃霧籠罩。冬季受到西北季風吹拂，但降雪量較少且多為晴天。根據統計，2022年三澤市的年均溫為10.9℃，年降雨量為1336.5毫米，積雪深度最深則達45公分。

## 歷史

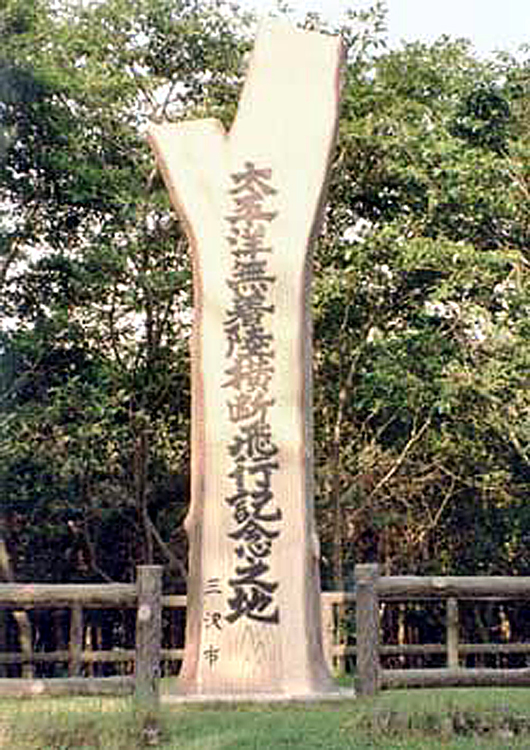
三澤市淋代海岸上紀念首次不著陸飛越太平洋的木碑。

1880年（明治13年）9月19日，三澤村從百石村分村獨立。1889年（明治22年）4月1日，當地實施町村制，三澤村與天森村合併成新的三澤村。1948年（昭和23年）2月11日，上北郡的六戶村、下田村、浦野館村的一部份與三澤村合併成大三澤町。1958年（昭和33年）9月1日，大三澤町實施市制，成為現今的三澤市。
- 1961年（昭和36年）3月20日 - 東北本線古間木站改稱為三澤站。
- 1965年（昭和40年）3月31日 - 三澤飛行場關閉。
- 1966年（昭和41年）1月11日 - 發生三澤大火。約10.8公頃市中心商店街被燒毀。
- 1975年（昭和50年）5月10日 - 三澤機場恢復營運。
- 1980年（昭和55年）9月2日 - 三澤漁港開始部分營運。
- 1981年（昭和56年）10月4日 - 與韋納奇市締結為姉妹都市。
- 1994年（平成6年）12月28日 - 發生三陸遙沖地震。三泽市观测到震度5。
- 1996年（平成8年）2月4日 - 三澤冰上競技場開始營業。
- 1996年（平成8年）3月15日 - 開始有飛往關西國際機場的航班。
- 1997年（平成9年）4月1日 - 三澤市有線電視（MCTV）開始廣播。
- 1997年（平成9年）7月27日 - 寺山修司博物館開始營業。
- 2000年（平成12年）1月29日 - 第55屆國民體育大會冬季大會舉行。
- 2001年（平成13年）8月23日 - 與東韋納奇市締結為姉妹都市。
- 2003年（平成15年）8月8日 - 青森縣立三澤航空科學館開始營業。
- 2011年（平成23年）3月11日 - 受到2011年日本東北地方太平洋近海地震影響，港灣被海嘯衝擊而損毀。
- 2012年（平成24年）4月1日 - 十和田觀光電鐵十和田觀光電鐵線終止營運。

## 行政
- 市長：種市一正

1987年接替前市長鈴木重令的職務，於2007年（平成19年）5月1日去世。
出生於1941年（昭和16年）6月15日（66歲） （簡歷：青森縣農業協同組合中央會會長）
- 市議會：18人（任期至2018年（平成28年）3月19日）

### 歷代市長
| 任    | 姓名          | 就任年月日                | 退任年月日 |
| ----- | ------------- | ------------------------- | ---------- |
| 初任  | 林 靜         | 1955年（昭和30年）5月1日  |            |
| 2-6   | 小比類卷 富雄 | 1959年（昭和34年）5月1日  |            |
| 7-9   | 小檜山 哲夫   | 1978年（昭和53年）9月7日  |            |
| 10-14 | 鈴木 重令     | 1987年（昭和62年）2月1日  |            |
| 15-17 | 種市 一正     | 2007年（平成19年）6月8日  |            |
| 18    | 小桧山吉紀    | 2019年（令和元年）6月17日 |            |

## 經濟

### 產業
根據統計，2015年三澤市的第一級產業就業人數占比為6.8%，第二級產業的就業人口占比為20.8%。第三級產業的就業人口占比則是67.4%。農業以生產薯蕷、蘿蔔、牛蒡與胡蘿蔔等農產品為主，其中牛蒡的種植面積在日本名列前茅。漁業方面則以北魷、北寄貝、鮭魚與扁口魚等海產為主。
- 「JA奧入瀨」，於同市堀口設立總店（與在十和田市設立總店、於2008年（平成20年）4月成立的「JA十和田奧入瀨」並不相同）。

#### 漁業
- 三澤漁港
- 三澤市漁業協同組合

### 郵政

#### 配送據點
- 郵政事業三澤分店

#### 郵政局
- 三澤郵政局（84081）
- 三澤大津郵政局（84030）
- 淋代郵政局（84203）
- 三澤平畑郵政局（84234）
- 三澤站前郵政局（84242）
- 三澤大町郵政局（84274）
- 谷地頭簡易郵政局（84799）

## 交通

### 鐵道
- 青森鐵道
  - 青森鐵道線（前東北本線一部分）：三澤站

### 巴士
- 十和田觀光電鐵
  - 特急 八戶〜三澤機場巴士服務
  - 三澤〜百石線
  - 三澤〜舊上北町〜七戶線
  - 三澤〜四川目〜平沼線
  - 三澤〜大曲〜六戶〜上吉田線
- 三澤市社區巴士
- 奧入瀨町民巴士

### 道路

#### 一般國道
- 國道338號

#### 縣道

##### 主要地方道
- 青森縣道8號八戶野邊地線
- 青森縣道10號三澤十和田線
- 青森縣道20號八戶三澤線
- 青森縣道22號三澤七戶線

##### 一般縣道
- 青森縣道170號天森三澤線
  - 道之驛三澤（愛稱：斗南藩紀念觀光村）
- 青森縣道254號大町三澤線

#### 農道
- 東部上北廣域農道

### 港灣
- 三澤漁港

### 機場
- 三澤機場

## 觀光

### 景點、遺跡
- 斗南藩紀念觀光村（一併設立三澤道之驛）（谷地頭4丁目）
- 寺山修司紀念館（三澤字淋代平）
- 青森縣立三澤航空科學館（三澤字北山）（页面存档备份，存于） - YS-11
- 淋代海岸（無間斷飛行橫跨太平洋紀念碑）
- 古牧溫泉
- 三澤ビードルビーチ（三澤市濱通）
- 歷史民俗博物館（三澤字淋代平）
- 先人紀念館（谷地頭4丁目） - 會津虎徹（舊斗南藩士廣澤家所收藏的太刀）
- 澀澤文化會館（古間木山）

### 祭典、特別活動
- 美國日（アメリカンデー）（6月上旬）
- 三澤七夕節（みさわ七夕祭り）（7月下旬）
- 小川原湖湖水節（小川原湖湖水まつり）（7月下旬）
- 牛馬鈴薯節（牛（べご）じゃがまつり）（8月）
- 三澤節（三沢まつり）（8月下旬）
- 三澤港節（みさわ港まつり）（8月末か9月頭）
- 航空自衛隊三澤基地航空祭（航空自衛隊三沢基地航空祭）（9月上旬）
- 三澤PatioFesta（みさわパティオフェスタ）（9月中旬）
- 驛廣場祭（駅広祭り）（9月中旬）
- 三澤しばれる節（みさわしばれるまつり）（2月）
- 北極祭（ほっき祭り）（3月）

## 地域

### 教育

#### 高等學校
- 青森縣立三澤高等學校
- 青森縣立三澤商業高等學校

#### 中學
- 三澤市立第一中學
- 三澤市立第二中學
- 三澤市立第三中學
- 三澤市立第五中學
- 三澤市立堀口中學
- 三澤市立天森中學（廢校）

#### 小學
- 三澤市立木崎野小學
- 三澤市立岡三澤小學
- 三澤市立上久保小學
- 三澤市立古間木小學
- 三澤市立三澤小學
- 三澤市立三川目小學
- 三澤市立おおぞら小學（由根井、六川目、織笠及谷地頭等北部4校合併而成、於平成18年4月開校）
- 三澤市立根井小學（平成18年廢校）
- 三澤市立六川目小學（平成18年廢校）
- 三澤市立織笠小學（平成18年廢校）
- 三澤市立谷地頭小學（平成18年廢校）
- 三澤市立天森小學（平成18年廢校）
- 三澤市立淋代小學（平成22年廢校）

#### 幼稚園
- いちい幼稚園
- 松園幼稚園
- 三澤天主教幼稚園（页面存档备份，存于）
- 三澤第一幼稚園（页面存档备份，存于）

#### 保育所
- 三澤市立中央保育所
- 三澤市立大津保育所
- 三川目保育所
- 淋代保育所
- 慈善機構第一保育所
- 慈善機構第二保育所
- 古間木保育園（页面存档备份，存于）
- 濱三澤保育所
- 鹿中保育園
- 春日台保育園
- 五川目保育園
- 岡三澤保育園
- 三澤嬰兒保育所
- 松園保育園
- 美野原保育園
- 平畑保育園
- 三澤愛子保育園

### 所屬警察署
- 三澤警察署

### 所屬消防署
- 三澤市消防署

### 金融
- 青森銀行
  - 三澤分店
  - 松園町分店
  - 堀口分店
- 陸奧銀行
  - 三澤分店
  - 岡三澤分店
- 青之森信用金庫三澤分店（舊：十和田信用金庫→八戶信用金庫店）
- 青森縣縣信用組合三澤分店

### 其他主要機關、企業
- 航空自衛隊三澤基地：北部航空方面隊本部機能を有する。
- 駐日美空軍三澤基地
- 青森地方天文台三澤機場辦事處
- 東京航空局三澤機場辦事處

### 媒體
- 河北新報三澤分局
- 東奧日報三澤分局
- 每日東北三澤總局
- 讀賣新聞三澤通信部
- 每日新聞三澤通信部
- 朝日新聞三澤通信局
- NHK三澤報道室
- 北斗新報

## 姐妹城市、提攜都市

### 國外
- 韋納奇市（美國華盛頓州）
  - 1981年（昭和56年）10月4日作姊妹城市提攜。為無間斷飛行橫跨太平洋的中途點及終點。
- 東韋納奇市（美國華盛頓州）
  - 2001年（平成13年）8月23日作姊妹城市提攜。同上。

## 本地出身的名人
- あしべゆうほ（漫畫家）
- 今井陽子（女演員）
- 太田幸司（前職業棒球選手）
- 大野果奈（女子排球選手、全國代表）
- 大野果步（女子排球選手）
- かいしのぶ（前水著女優）
- 柿崎幸男（前職業棒球選手）
- 德原德夫（茨城放送主播）
- 北村正哉（政治家）
- 木村登勇（職業拳擊手）
- 小林孝志（遊戲製作人）
- 小比類卷かほる（音樂家）
- 小比類卷太信（K-1）
- 澤岸隆幸（NHK主播）
- 澤田教一（攝影師）
- 佐佐木明義（前職業棒球選手）
- 杉本康雄（陸奧銀行頭取）
- 李KPA（插畫家）
- 貴乃浪貞博（前大關、現音羽山親方）
- 田中義三（新左翼活動家）
- 寺山修司（詩人）
- モモ（工藤もも、歌手）
- 橋本康成（青森放送董事、前播音員）
- 廣澤安任（近代畜牧業之父）
- 二又一成（配音員）
- 室井佑月（作家、藝人）
- 八重澤憲一（前職業棒球選手）
- 谷地惠美子（漫畫家）
- SENTENCE（Hip Hop MC）
- cello a.k.a massan（Hip Hop MC）
- KEN-RYW（Hip Hop MC）
- SI-RUDE（Hip Hop MC）
- 櫻澤奈奈子（AV女優）
- 和興（俳優、模特兒）
- EIJI（音樂家）
- ELLY（J Soul Brothers、舞者）

## 外部連結
- 三澤市（页面存档备份，存于）（日語）
- 三澤市觀光協會（页面存档备份，存于）（日語）
- 寺山修司記念館（日語）